# Skute-Kirche

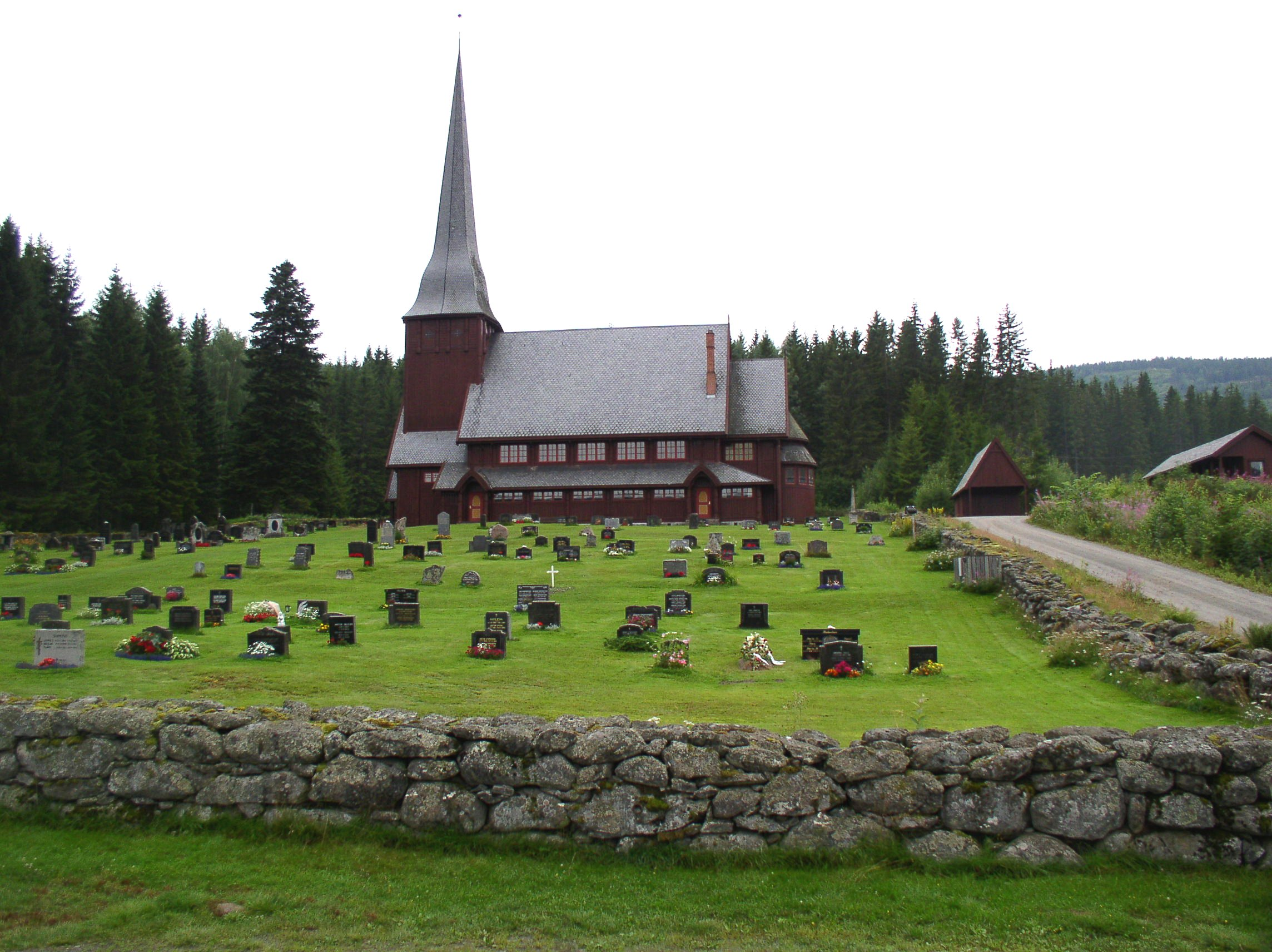
Kirche Skute

Die Skute-Kirche ist eine Holzkirche in der Kirchengemeinde Skute, die in der Kommune Søndre Land in der norwegischen Provinz Innlandet liegt. Die Kirche befindet sich an der Westseite des Randsfjords am RV 245 und ist ein 1915 errichteter Langbau mit 250 Sitzplätzen. Der Architekt war Ole Stein.